# Marvin Paz
Marvin Alexander Paz (Salamá, Olancho, Honduras; 14 de diciembre de 1981-ibídem; 23 de octubre de 2016) fue un futbolista hondureño. Jugó como delantero y su último equipo fue el Deportes Savio.

## Trayectoria
Comenzó su carrera con el Atlético Olanchano, equipo en el que permaneció hasta mediados de 2005. Ese mismo año se trasladó al Hispano, donde se convirtió en un referente del ataque junto con el brasileño Ney Costa. Tras una buena actuación con el Hispano, reforzó al Motagua para el Torneo Apertura 2006, a petición de Ramón Maradiaga. Debutó en el equipo Azul Profundo con anotación incluida el 13 de agosto de 2006, durante la derrota de 3 a 1 a manos del Platense. Ese mismo torneo se consagró campeón del fútbol hondureño de la mano de Ramón Maradiaga y, a su vez, compartió vestuario con jugadores de la talla de Donaldo Morales, Jocimar Nascimento, Ricardo Canales, Víctor Bernárdez, Emilio Izaguirre y Óscar Torlacoff entre otros. Al torneo siguiente, a consecuencia de las pocas chances de juego recibidas con el plantel de Motagua, regresó al Hispano en préstamo. A mediados de 2007 quedó desligado de Motagua y se enroló en las filas del Deportes Savio, donde después de un año anunció su retiro profesional por causas de carácter personal. Después de su carrera en el fútbol hondureño, viajó a Estados Unidos onde disputó una final con el Silca F.c.

## Clubes
| Club               | País     | Año         |
| ------------------ | -------- | ----------- |
| Atlético Olanchano | Honduras | 2002 - 2005 |
| Hispano            | Honduras | 2005 - 2006 |
| Motagua            | Honduras | 2006        |
| Hispano            | Honduras | 2007        |
| Deportes Savio     | Honduras | 2007 - 2008 |

## Palmarés

### Campeonatos nacionales
| Título          | Club    | País     | Año  |
| --------------- | ------- | -------- | ---- |
| Torneo Apertura | Motagua | Honduras | 2006 |

## Asesinato
Fue asesinado la noche del 23 de octubre de 2016 cuando salía de una discoteca en Salamá, Departamento de Olancho. Según informes forenses, el exfutbolista recibió alrededor de 18 disparos de bala, lo que le ocasionó una muerte instantánea.